# Елизабет фон Бранденбург (1510 – 1558)
Вижте пояснителната страница за други личности с името Елизабет фон Бранденбург.
Елизабет фон Бранденбург (на немски: Elisabeth von Brandenburg) от род Хоенцолерн е принцеса от Бранденбург и чрез женитба херцогиня на Брауншвайг–Каленберг-Гьотинген и от 1546 г. графиня на Хенеберг.

## Биография
Родена е на 24 август 1510 година вероятно в Кьолн. Тя е дъщеря на курфюрст Йоахим Нестор I от Бранденбург (1484 – 1535) и Елизабет Датска (1485 – 1555), дъщеря на датския крал Йохан I.
На 7 юли 1525 г., на 15-годишна възраст, в Щетин се омъжва за херцог Ерих I Стари от Брауншвайг-Каленберг-Гьотинген (1470 – 1540) от род Велфи. Той е с 40 години по-стар и вдовец. Тя е втората му съпруга. Елизабет му ражда наследника Ерих II (1528 – 1584). Когато Елизабет се разболява при раждане през 1528 г., тя обвинява метресата на съпруга си, Анна Румшотел за вещица и задължава съпруга си да проведе инквизиция-процес. Множество жени са изгорени, любовницата си Ерих оставя да избяга. Тя обаче по-късно е изгорена в Хамелн.
Херцог Ерих I умира на 30 юли 1540 г. Понеже нейният син Ерих II е още на 12 години, Елзабет поема управлението за пет години и въвежда реформацията.
През 1534 г. Елизабет се запознава при майка си с Мартин Лутер и от 1538 г. си пише редовно с него. Тя го снабдява със сирене и вино, а той и изпраща Библия в Минден. Антониус Корвинус става суперинтендант на княжеството.
През 1546 г. Елизабет се омъжва за Попо XII, граф на Хенеберг (1513 – 1574) от род Хенеберг, по-малкият брат на съпруга на нейната най-голяма дъщеря Елизабет (1526 – 1566).
През 1553 г. Елизабет е изгонена от Мюнден от херцог Хайнрих фон Брауншвайг-Волфенбютел, племенникът на нейния умрял съпруг, и тя бяга в Хановер. През 1555 г. се заселва в тюрингския Илменау в Графство Хенеберг, където пише последната си книга, за вдовиците.
Умира на 25 май 1558 година в Илменау на 47-годишна възраст.

## Деца
Елизабет има от брака си с херцог Ерих I един син и три дъщери:
- Елизабет (1526 – 1566), ∞ (1543) граф Георг Ернст фон Хенеберг (1511 – 1583)
- Ерих II (1528 – 1584), херцог на Брауншвайг-Каленберг
- Анна Мария (1532 – 1568), ∞ (1550) Албрехт Стари, маркграф на Бранденбург-Ансбах, херцог на Прусия (1490 – 1568)
- Катарина (1534 – 1559), ∞ (1557) Вилхелм фон Розенберг, главен бургграф на Бохемия (1535 – 1592)

## Произведения
- Ein Sendbrief an ihre Untertanen, Hannover, 1544
- Regierungshandbuch für ihren Sohn Erich II, 1545
- Mütterlicher Unterricht (Ehestandsbuch) für Anna Maria, 1550
- Trostbuch für Witwen, 1555, 2ª ed. 1556, Lipsia, 1598
- Elisabeth von Braunschweig-Lüneburg und Albrecht von Preußen. Ein Fürstenbriefwechsel der Reformationszeit, ed. von Ingeborg Mengel, Göttingen, 1954; 2ª ed.: Göttingen, 2001, ISBN 3-89744-062-8

Песни и молитви:
- Franz, Iwan: Elisabeth von Kalenberg-Göttingen als Liederdichterin, Zeitschrift des Verein für niedersächsische Geschichte (1872), S. 183 – 195.
- Goltz, Eduard Freiherr von der: Lieder der Herzogin Elisabeth von Braunschweig-Lüneburg, Zeitschrift der Gesellschaft für niedersächsische Kirchengeschichte 19 (1914), S. 147 – 208.
- Schridde CCR, Sr. Katharina / Talkner, Katharina: Mit Lust und Liebe. Das Elisabeth-Brevier, Lutherisches Verlagshaus, 2009, ISBN 978-3-7859-0993-5